# Igor Jereb
Igor Jereb je duhovnik Ljubljanske nadškofije, ki ga je Slovenska škofovska konferenca v začetku leta 2018 imenovala za policijskega vikarja – koordinatorja duhovne oskrbe v Slovenski policiji za mandatno obdobje do 1. 8. 2023. V policiji deluje od 3. 4. 2018.

## Življenje in delo
Po osnovni šoli v Stražišču pri Kranju je obiskoval gimnazijo v Kranju in kasneje zaključil študij na Teološki fakulteti v Ljubljani.
Od leta 2001 deluje kot duhovnik. Bil je kaplan v Škofji Loki, na Jesenicah in pri Sv. Križu nad Jesenicami, nato je bil 12 let župnik v Žireh in enak čas tudi direktor privatnega vrtca s koncesijo Vrtec pri Sv. Ani - Žiri. Med župnikovanjem v Žireh je pet let soupravljal tudi župnijo Vrh Sv. Trije Kralji. Bil je tudi prodekan in dekan Škofjeloške dekanije.
1. 8. 2017 je bil imenovan za župnika v Besnici pri Kranju, kjer deluje še sedaj.

## Galerija
- Zastava Policijskega vikariata na desni poleg ostalih zastav na maši za policiste v Srednji vasi v Bohinju
- Notranji minister g. Aleš Hojs z ostalimi visokimi gosti in drugimi udeleženci sv. maše za policiste v Srednji vasi v Bohinju 2020
- Policijski vikar Igor Jereb (na levi) s policisti in vojakom
- Policijski vikar (pvik) Igor Jereb s policisti
- pvik Igor Jereb na Okrešlju s člani Policijskega veteranskega društva Sever
- Okrešelj 2018
- pvik Igor Jereb s policistoma
- Policijska poroka
- pvik Igor Jereb ima tudi stalno pooblastilo UE Kranj za civilno poročanje policistov - na sliki z matičarko
- pvik Igor Jereb s policisti in ostalimi na Šmarni gori
- pvik Igor Jereb z mladimi na srečanju
- pvik Igor Jereb na Stični mladih 2019
- pvik Igor Jereb z motoristi - blagoslov motorjev
- policijski vikar Jereb in vojaški vikar Jakopič
- pvik Igor Jereb na romskem radiu Romic
- strokovno srečanje v Rimu
- pvik Igor Jereb na srečanju policistov in vojakov v Lurdu 2019
- pvik Igor Jereb v Lurdu 2019
- Maribor - Vrbanska - predstavitev dela policistov za mlade - skupna slika sodelujočih z g. nadškofom Cviklom